# Anne River (Henry River)
Der Anne River ist ein wenige Kilometer kurzer Fluss im Norden der Südinsel Neuseelands. Er entspringt innerhalb der Opera Range östlich des Anne Saddle und fließt zunächst in östlicher, dann in nordnordöstlicher Richtung bis zur Mündung in den Henry River. Benannt wurde er 1860 durch Christopher Maling und William Thomas Locke Travers.